# Прва основна школа у Ваљеву
Прва основна школа у Ваљеву, основана је 6. априла 1951. године одлуком Савета за просвету и културу ГНО Ваљево број 13731 под називом Прва мешовита осмолетка „Жикица Јовановић Шпанац”. Од тада до 1966. године радила је у згради садашње Ваљевске гимназије, а од 1966. године ради у згради адаптираној од војне касарне у Карађорђевој 122.
Од 1989. године школа ради у новом простору изграђеном на темељу старе школе. 